# H 2-1
H 2-1 ist ein planetarischer Nebel im Sternbild Skorpion. Das besondere Spektrum des  Sterns, eine ausgeprägte Wasserstofflinie, fiel bereits bei einer 1933 publizierten Untersuchung auf, die Klassifikation als planetarischer Nebel erfolgte 1952 von Guillermo Haro.